# Episodul 29 (Twin Peaks)
Episodul 29, cunoscut și sub denumirea de „Beyond Life and Death” este ultimul episod al sezonului doi al serialului american Twin Peaks. Acesta a fost ultimul episod al serialului timp de peste 25 de ani, până la realizarea unei continuări intitulate Twin Peaks: The Return în 2017. Difuzat inițial în 1991, acesta și episodul 28 au reprezentat sfârșitul în două părți al serialului. Acesta a fost regizat de David Lynch în baza unui material redactat de Mark Frost⁠(d), Harley Peyton⁠(d) și Robert Engels⁠(d). În rolurile principale apar Kyle MacLachlan, Michael Ontkean, Richard Beymer și Kenneth Welsh, iar în rolurile secundare sunt Frank Silva (Killer Bob⁠(d)), Michael J. Anderson (Omul de Dincolo⁠(d)), Carel Struycken (Uriașul⁠(d)) și Heather Graham (Annie Blackburn).
Twin Peaks urmărește investigarea unui caz de crimă - uciderea liceenei Laura Palmer (Sheryl Lee⁠(d)) - în mica așezare rurală din statul Washington.  În acest episod, după răpirea lui Annie Blackburn, agentul special al Biroului Federal de Investigații (FBI) Dale Cooper (MacLachlan) și șeriful Truman (Ontkean) îl urmăresc pe Windom Earle (Welsh) către un portal care duce la Loja Neagră⁠(d) - un tărâm ciudat și înspăimântător, existând paralel cu realitatea noastră. Cooper pătrunde în portal, unde curajul său este pus la încercare de Omul de Dincolo, Earle, câteva dubluri și BOB.
Episodul a fost difuzat pe 10 iunie 1991 la American Broadcasting Company (ABC) și a fost urmărit în 10.4 milioane de locuințe din Statele Unite, aproximativ 12% din publicul disponibil. Acesta a primit recenzii pozitive și a făcut obiectul unor comentarii critice și academice. O parte din aspectele episodului au fost dezvoltate în cartea 2016 The Secret History of Twin Peaks⁠(d) și au fost abordate pe scurt în Twin Peaks: Fire Walk With Me, Twin Peaks: The Missing Pieces⁠(d) și Twin Peaks.

## Intriga

### Context
Micul oraș Twin Peaks, Washington, este șocat de uciderea liceenei Laura Palmer (Sheryl Lee) și de tentativa de omor asupra colegei sale Ronette Pulaski (Phoebe Augustine⁠(d)). Agentul special FBI Dale Cooper (Kyle MacLachlan) sosește în oraș pentru a investiga cazul și descoperă că ucigașul, o entitate demonică pe nume BOB (Frank Silva), a posedat trupul tatălui Laurei, Leland Palmer (Ray Wise). Plecarea lui Cooper din Twin Peaks este întreruptă de sosirea fostului său partener FBI, Windom Earle (Kenneth Welsh), care îl implică într-un joc de șah periculos. Adevăratul scop al lui Earle este să folosească puterea tărâmului supranatural Loja Neagră, a cărei intrare este situată undeva în pădurea din jurul Twin Peaks.
Annie Blackburn (Heather Graham), o fostă membră a unei comunități religioase⁠(d) și sora lui Norma Jennings (Peggy Lipton), sosește în Twin Peaks. Cooper se îndrăgostește de ea și o convinge să participe la concursul Miss Twin Peaks. Între timp, Earle își pune în practică planul, știind unde se află intrarea Lojii Negre. Conștient că portalul poate fi accesat doar dacă simte frică, acesta întrerupe concursul și o răpește pe Annie, câștigătoarea acestuia. În pandemoniu, Nadine Hurley (Wendy Robie⁠(d)), suferă o accidentare la cap. Între timp, șeriful adjunct Andy Brennan (Harry Goaz⁠(d)) descoperă o hartă sub forma unei picturi rupestre.
Liceana Donna Hayward (Lara Flynn Boyle ) încearcă să găsească conexiuni între mama sa, Eileen Hayward (Mary Jo Deschanel⁠(d)), și omul de afaceri Benjamin Horne (Richard Beymer). Donna descoperă că aceștia au avut o aventură și Benjamin este tatăl ei biologic.
Proprietarul fabricii de cherestea, Catherine Martell (Piper Laurie⁠(d)), descoperă un puzzle box⁠(d) lăsat în urmă de inamicul fratelui său, Thomas Eckhardt (David Warner). Catherine și fratele ei Andrew Packard (Dan O'Herlihy⁠(d)) găsesc în interior cheia unei cutii de valori.

### Evenimente
Harry S. Truman (Michael Ontkean), adjunctul Hawk (Michael Horse), Andy și Cooper stau în biroul șerifului, cugetând asupra dispariția lui Earle și Annie. Cherestegiul local Pete Martell (Jack Nance) intră în cameră și le aduce la cunoștință că doamna cu bușteanul (Catherine E. Coulson⁠(d)) i-a furat mașina. Cooper realizează că Earle s-a deghizat pentru a intra nedetectat în timpul concursului. În următorul moment, doamna cu bușteanul își face apariția, având un borcan cu ulei de motor în mână. Ronette Pulaski este chemat, iar aceasta recunoaște mirosul uleiului din noaptea morții Laurei. Între timp, Truman își amintește de un cerc format din doisprezece sicomori⁠(d) din pădure, care se potrivește cu desenele prezente în harta din peșteră.
Nadine își revine din accidentare la cap, fiind alături de cu iubitul ei Mike Nelson (Gary Hershberger), soțul înstrăinat Ed Hurley (Everett McGill⁠(d)), doctorul Will Hayward (Waren Frost) și Norma. Este șocată să-i vadă pe Ed și Norma împreună; izbucnește în lacrimi și-l părăsește pe Mike.
Windom ajunge la cercul de sicomori cu Annie. O mică baltă de ulei se află în centrul copacilor; Annie devine catatonică când se apropie de ea. O perdea roșie fantomatică apare în spatele bălții. Cei doi trec prin ea și dispar. Cooper și Truman găsesc mașina lui Pete, iar Cooper se îndreaptă de unul singur spre portal. Agentul găsește balta din centrul copacilor sicomori și vede draperiilor roșii făcându-și apariția. Trece prin ele, iar perdelele dispar.
Prezent în Loja Neagră, trece prin coridoare cu perdele roșii și ajunge în Camera Roșie. Omul de Dincolo (Michael J. Anderson) intră în cameră dansând și se așază pe un scaun de catifea. O lumină stroboscopică pâlpâie în timp ce Jimmy Scott⁠(d) cântă o baladă. În afara Lojei Negre, Andy și Harry îl așteaptă pe Cooper.
La casa familiei Hayward, Donna este tulburată. Ben și mama sa încearcă să o consoleze. În următorul cadru, doctorul Hayward sosește înfuriat la fața locului și îl atacă pe Ben. Între timp, Andrew fură cheia cutiei de valori. După ce este prins în flagrant de Pete, cei doi pornesc către bancă.
Audrey Horne (Sherilyn Fenn) intră în banca orașului Twin Peaks și se leagă cu un lanț de seiful băncii pentru a protesta împotriva unui proiect de dezvoltare imobiliară. Andrew și Pete sosesc la bancă pentru a verifica cutia lăsată de Thomas Eckhardt. Când deschid cutia, o bombă se declanșează.
La Double R Diner, Bobby Briggs (Dana Ashbrook⁠(d)) o cere în căsătorie pe  Shelly Johnson (Mädchen Amick⁠(d)). Tot acolo, maiorul Briggs primește un mesaj de la Sarah Palmer (Grace Zabriskie), mama Laurei, cu o voce distorsionată: „Sunt în Loja Neagră cu Dale Cooper. Te aștept".
În Loja Neagră, Cooper întâlnește figuri misterioase. Omul de Dincolo îi oferă cafea și îi spune lui Cooper: „când mă vei reîntâlni, nu voi fi eu”. Cooper o vede pe Laura Palmer, care îi spune că îl va revedea peste 25 de ani, iar apoi dispare. Un chelner în vârstă de la hotelul Great Northern (Hank Worden) îi oferă o cafea care își schimbă consistența. Chelnerul este înlocuit de Uriaș (Carel Struycken), care se așează și îi spune: „Unul și același”. Omul de Dincolo continuă conversația cu: „Focule, plimbă-te cu mine”. Cooper vede o explozie de flăcări, iar sala de așteptare se întunecă. Iese din cameră și trece prin alte câteva încăperi. Într-una, o găsește pe Maddy Ferguson (Lee), care îi transmite: „Ai grijă la vărul meu”.
Cooper îl găsește pe Omul de Dincolo clătinându-se și strâmbându-se, spunând „doppelgänger”. Apoi apare o dublură a Laurei în aceeași ipostază ca în scena precedentă. Aceasta țipă și îl fuge spre agent. Cooper vede într-o fracțiune de secundă chipul lui Windom Earle peste cel al Laurei și iese din cameră. Intrând în altă încăpere, Cooper descoperă o plagă în zona abdomenului său. Intră cu greu într-o altă cameră, urmând o dâră de sânge, și o vede pe Caroline, soția lui Earle, întinsă pe podea lângă trupul său neînsuflețit. O cheamă, iar femeia se transformă în Annie. Aceasta se ridică, plină de sânge. Cooper o strigă, dar camera se întunecă, iar cadavrele dispar.
În următoarea scenă, Cooper intră într-o cameră cu o masă de marmură neagră. Annie apare și îi spune acestuia că bărbatul care a ucis-o a fost propriul său soț. Agentul este nedumerit. Annie se transformă în Caroline, iar aceasta se transformă la rândul său într-o dublură a Laurei. După un țipăt, tânăra se transformă în Windom Earle. Windom îi spune lui Cooper că o va lăsa pe Annie să trăiască dacă este dispus să-și cedeze sufletul. Cooper este de acord, iar Windom îl înjunghie. Dar efectul este resimțit de atacator, care se trezește cu BOB în spatele său, fiind ținut asemenea unei marionete. BOB extrage sufletul lui Earle, iar agentul pleacă. Un doppelgänger al lui Cooper intră în cameră și râde alături de BOB.
O dublură a lui Leland Palmer apare în hol și îi spune lui Cooper: „Nu am ucis pe nimeni”. Între timp, dublura agentului intră în sală și chicotește alături de Leland, iar apoi îl urmărește pe Cooper. Acesta încearcă să scape, dar este prins de dublură.
Acesta revine în lumea reală împreună cu Annie, cei doi fiind descoperiți de Harry. Portalul spre Loja Neagră strălucește pentru o clipă și dispare.
Cooper se trezește în dimineața următoare la hotelul Great Northern, cu Harry și Doc Hayward lângă patul său. Cooper îi întreabă: „Cum se simte Annie?”, iar Harry răspunde că Annie își va reveni. Agentul se ridică din pat, spunând că trebuie să-și spele dinții. În baie, Cooper își lovește capul de oglindă, cu BOB privind spre el, dezvăluind că dublura lui Cooper a scăpat din Loja Neagră. În timp ce Truman și Hayward stau îngrijorați în cameră, dublura zâmbește amenințător și repetă batjocoritor: „Cum se simte Annie?”.